# Faculty of Arts (Aarhus Universitet)
Faculty of Arts er et fakultet under Aarhus Universitet. Det blev oprettet i 2011, da det tidligere Humanistiske Fakultet, Teologiske Fakultet og Danmarks Pædagogiske Universitetsskole fusionerede. Det er dermed blevet et af Nordeuropas største forsknings- og uddannelsesmiljøer inden for området "menneskets kulturelle og sociale udtryks- og praksisformer".
Fakultetets dekan er Maja Horst.

## Institutter og centre
- Institut for Kultur og Samfund
- Danmarks institut for Pædagogik og Uddannelse
- Institut for Kommunikation og Kultur
- Center for Undervisningsudvikling og Digitale Medier